# Natação no Campeonato Mundial de Esportes Aquáticos de 2013 - 200 m livre masculino
A prova dos 200 metros livre masculino da natação no Campeonato Mundial de Esportes Aquáticos de 2013 ocorreu nos dias 29 de julho e 30 de julho no Palau Sant Jordi  em Barcelona.

## Recordes
Antes desta competição, os recordes mundiais e do campeonato nesta prova eram os seguintes:
| Tipo                  | Atleta          | Tempo   | Local | Data                |
| --------------------- | --------------- | ------- | ----- | ------------------- |
|                       | Paul Biedermann | 1:42.00 | Roma  | 28 de julho de 2009 |
| Recorde do campeonato | Paul Biedermann | 1:42.00 | Roma  | 28 de julho de 2009 |

## Medalhistas
| Ouro                | Prata             | Bronze              |
| Yannick Agnel (FRA) | Conor Dwyer (USA) | Danila Izotov (RUS) |

## Resultados

### Eliminatórias
Esses foram os resultados das eliminatórias.
| Pos. | Bateria | Raia | Nadador               | Nacionalidade  | Tempo   | Notas |
| ---- | ------- | ---- | --------------------- | -------------- | ------- | ----- |
| 1    | 7       | 6    | Robert Renwick        | Reino Unido    | 1:46.88 | Q     |
| 2    | 5       | 8    | Nicolas Oliveira      | Brasil         | 1:46.99 | Q     |
| 3    | 5       | 6    | Sebastiaan Verschuren | Países Baixos  | 1:47.24 | Q     |
| 4    | 5       | 5    | Kosuke Hagino         | Japão          | 1:47.33 | Q     |
| 5    | 7       | 5    | Cameron McEvoy        | Austrália      | 1:47.34 | Q     |
| 6    | 7       | 4    | Yannick Agnel         | França         | 1:47.40 | Q     |
| 7    | 7       | 3    | Danila Izotov         | Rússia         | 1:47.76 | Q     |
| 8    | 7       | 7    | Pieter Timmers        | Bélgica        | 1:47.89 | Q     |
| 9    | 6       | 4    | Ryan Lochte           | Estados Unidos | 1:47.90 | Q     |
| 9    | 6       | 5    | Conor Dwyer           | Estados Unidos | 1:47.90 | Q     |
| 11   | 5       | 2    | Matthew Stanley       | Nova Zelândia  | 1:48.01 | Q     |
| 12   | 5       | 4    | Thomas Fraser-Holmes  | Austrália      | 1:48.05 | Q     |
| 13   | 7       | 2    | Velimir Stjepanović   | Sérvia         | 1:48.12 | Q     |
| 14   | 7       | 9    | Li Yunqi              | China          | 1:48.18 | Q     |
| 15   | 5       | 3    | Wang Shun             | China          | 1:48.19 | Q     |
| 16   | 6       | 2    | Clemens Rapp          | Alemanha       | 1:48.37 | Q     |
| 17   | 6       | 3    | Nikita Lobintsev      | Rússia         | 1:48.41 |       |
| 18   | 6       | 0    | Alex di Giorgio       | Itália         | 1:48.47 |       |
| 19   | 5       | 1    | Dion Dreesens         | Países Baixos  | 1:48.50 |       |
| 19   | 6       | 7    | Dimitri Colupaev      | Alemanha       | 1:48.50 |       |

| Ver o restante da classificação | Ver o restante da classificação | Ver o restante da classificação | Ver o restante da classificação | Ver o restante da classificação | Ver o restante da classificação | Ver o restante da classificação |
| Pos.                            | Bateria                         | Raia                            | Nadador                         | Nacionalidade                   | Tempo                           | Notas                           |
| ------------------------------- | ------------------------------- | ------------------------------- | ------------------------------- | ------------------------------- | ------------------------------- | ------------------------------- |
| 21                              | 7                               | 0                               | Marco Belotti                   | Itália                          | 1:48.66                         |                                 |
| 22                              | 6                               | 8                               | Ieuan Lloyd                     | Reino Unido                     | 1:48.92                         |                                 |
| 23                              | 5                               | 7                               | Jan Świtkowski                  | Polónia                         | 1:48.93                         |                                 |
| 24                              | 4                               | 5                               | Cristian Quintero               | Venezuela                       | 1:48.96                         |                                 |
| 25                              | 7                               | 1                               | Glenn Surgeloose                | Bélgica                         | 1:49.04                         |                                 |
| 26                              | 6                               | 6                               | Grégory Mallet                  | França                          | 1:49.10                         |                                 |
| 27                              | 4                               | 4                               | Víctor Martín                   | Espanha                         | 1:49.22                         |                                 |
| 28                              | 5                               | 0                               | Blake Worsley                   | Canadá                          | 1:49.30                         |                                 |
| 29                              | 4                               | 9                               | Marwan Ismail                   | Egito                           | 1:49.33                         | Recorde nacional                |
| 30                              | 4                               | 7                               | Matias Koski                    | Finlândia                       | 1:49.37                         |                                 |
| 31                              | 5                               | 9                               | Ahmed Mathlouthi                | Tunísia                         | 1:49.43                         |                                 |
| 32                              | 4                               | 3                               | David Brandl                    | Áustria                         | 1:49.61                         |                                 |
| 33                              | 6                               | 9                               | Nimrod Shapira Bar-Or           | Israel                          | 1:49.78                         |                                 |
| 34                              | 4                               | 2                               | Joseph Schooling                | Singapura                       | 1:50.15                         |                                 |
| 35                              | 7                               | 8                               | Dominik Meichtry                | Suíça                           | 1:50.24                         |                                 |
| 36                              | 3                               | 2                               | Tomas Havránek                  | Chéquia                         | 1:50.56                         |                                 |
| 37                              | 3                               | 6                               | Povilas Strazdas                | Lituânia                        | 1:50.86                         |                                 |
| 38                              | 3                               | 8                               | Mateo de Angulo                 | Colômbia                        | 1:51.14                         |                                 |
| 39                              | 6                               | 1                               | Ben Hockin                      | Paraguai                        | 1:51.46                         |                                 |
| 40                              | 3                               | 5                               | Jessie Lacuna                   | Filipinas                       | 1:51.76                         |                                 |
| 41                              | 4                               | 0                               | Doğa Çelik                      | Turquia                         | 1:51.79                         |                                 |
| 42                              | 3                               | 0                               | Ensar Hajder                    | Bósnia e Herzegovina            | 1:51.84                         | Recorde nacional                |
| 43                              | 3                               | 4                               | Jeong Jeong-Soo                 | Coreia do Sul                   | 1:51.86                         |                                 |
| 44                              | 3                               | 1                               | Uvis Kalniņš                    | Letônia                         | 1:51.91                         |                                 |
| 45                              | 3                               | 3                               | Wang Yu-lian                    | Taipé Chinesa                   | 1:52.10                         |                                 |
| 46                              | 4                               | 8                               | Lim Ching Hwang                 | Malásia                         | 1:52.49                         |                                 |
| 47                              | 4                               | 1                               | Ihar Boki                       | Bielorrússia                    | 1:52.60                         |                                 |
| 48                              | 3                               | 9                               | Long Yuan Miguel Gutierrez Feng | México                          | 1:52.94                         |                                 |
| 49                              | 2                               | 3                               | Nicholas Schwab                 | República Dominicana            | 1:53.07                         |                                 |
| 50                              | 3                               | 7                               | Raphaël Stacchiotti             | Luxemburgo                      | 1:53.55                         |                                 |
| 51                              | 2                               | 6                               | Marko Blaževski                 | Macedônia do Norte              | 1:54.26                         |                                 |
| 52                              | 2                               | 7                               | Jemal Le Grand                  | Aruba                           | 1:55.08                         |                                 |
| 53                              | 2                               | 4                               | Welliam Maksi                   | Síria                           | 1:56.02                         |                                 |
| 54                              | 2                               | 2                               | Kevin Avila Soto                | Guatemala                       | 1:56.74                         |                                 |
| 55                              | 1                               | 6                               | Khader Baqleh                   | Jordânia                        | 1:56.94                         |                                 |
| 56                              | 2                               | 1                               | Mathieu Marquet                 | Ilhas Maurícias                 | 1:57.48                         |                                 |
| 57                              | 2                               | 0                               | Ahmed Gebrel                    | Palestina                       | 1:57.68                         |                                 |
| 58                              | 2                               | 5                               | Pham Thanh Nguyen               | Vietname                        | 2:00.15                         |                                 |
| 59                              | 1                               | 4                               | Evin Zekthi                     | Albânia                         | 2:00.43                         |                                 |
| 60                              | 1                               | 3                               | Pol Arias                       | Andorra                         | 2:00.44                         |                                 |
| 61                              | 1                               | 2                               | Sovijja Pou                     | Camboja                         | 2:01.06                         |                                 |
| 62                              | 2                               | 8                               | Abdoul Niane                    | Senegal                         | 2:02.01                         |                                 |
| 63                              | 1                               | 5                               | Guillermo Lopéz                 | Nicarágua                       | 2:03.95                         |                                 |
| 64                              | 2                               | 9                               | Adam Viktoria                   | Seicheles                       | 2:04.44                         |                                 |
| 65                              | 1                               | 9                               | Noah Al-Khulaifi                | Catar                           | 2:06.62                         |                                 |
| 66                              | 1                               | 7                               | Haris Bandey                    | Paquistão                       | 2:09.85                         |                                 |
| 67                              | 1                               | 1                               | Suleyman Atayev                 | Turquemenistão                  | 2:13.46                         |                                 |
| 68                              | 1                               | 0                               | Sirish Gurung                   | Nepal                           | 2:14.56                         |                                 |
| 69                              | 1                               | 8                               | Ammaar Ghadiyali                | Tanzânia                        | 2:15.28                         |                                 |
| 70                              | 4                               | 6                               | Leith Shankland                 | África do Sul                   | 99.99                           | DNS                             |

### Semifinal
Esses foram os resultados das semifinais.
Semifinal 1
| Pos. | Raia | Nadador              | Nacionalidade  | Tempo   | Notas |
| ---- | ---- | -------------------- | -------------- | ------- | ----- |
| 1    | 5    | Kosuke Hagino        | Japão          | 1:46.87 | Q     |
| 2    | 3    | Yannick Agnel        | França         | 1:47.01 | Q     |
| 3    | 2    | Conor Dwyer          | Estados Unidos | 1:47.05 | Q     |
| 4    | 7    | Thomas Fraser-Holmes | Austrália      | 1:47.21 | Q     |
| 5    | 1    | Li Yunqi             | China          | 1:47.36 |       |
| 6    | 4    | Nicolas Oliveira     | Brasil         | 1:47.42 |       |
| 7    | 8    | Clemens Rapp         | Alemanha       | 1:47.51 |       |
| 8    | 6    | Pieter Timmers       | Bélgica        | 1:47.99 |       |

Semifinal 2
| Pos. | Raia | Nadador               | Nacionalidade  | Tempo   | Notas |
| ---- | ---- | --------------------- | -------------- | ------- | ----- |
| 1    | 6    | Danila Izotov         | Rússia         | 1:45.84 | Q     |
| 2    | 2    | Ryan Lochte           | Estados Unidos | 1:46.06 | Q     |
| 3    | 4    | Robert Renwick        | Reino Unido    | 1:46.95 | Q     |
| 4    | 3    | Cameron McEvoy        | Austrália      | 1:47.31 | Des   |
| 4    | 5    | Sebastiaan Verschuren | Países Baixos  | 1:47.31 | Des   |
| 6    | 1    | Velimir Stjepanović   | Sérvia         | 1:47.53 |       |
| 7    | 8    | Wang Shun             | China          | 1:47.84 |       |
| 8    | 7    | Matthew Stanley       | Nova Zelândia  | 1:48.35 |       |

Desempate
| Pos. | Raia | Nadador               | Nacionalidade | Tempo | Notas |
| ---- | ---- | --------------------- | ------------- | ----- | ----- |
|      |      | Cameron McEvoy        | Austrália     |       |       |
|      |      | Sebastiaan Verschuren | Países Baixos | WD    |       |

Sebastiaan Verschuren desistiu da prova do desempate para se concentrar no 100 m livre

### Final
Esse foi o resultado da final.
| Pos.              | Raia | Nadador              | Nacionalidade  | Tempo   | Notas |
| ----------------- | ---- | -------------------- | -------------- | ------- | ----- |
| Medalha de ouro   | 2    | Yannick Agnel        | França         | 1:44.20 |       |
| Medalha de prata  | 7    | Conor Dwyer          | Estados Unidos | 1:45.32 |       |
| Medalha de bronze | 4    | Danila Izotov        | Rússia         | 1:45.59 |       |
| 4                 | 5    | Ryan Lochte          | Estados Unidos | 1:45.64 |       |
| 5                 | 3    | Kosuke Hagino        | Japão          | 1:45.94 |       |
| 6                 | 6    | Robert Renwick       | Reino Unido    | 1:46.52 |       |
| 7                 | 8    | Cameron McEvoy       | Austrália      | 1:46.63 |       |
| 8                 | 1    | Thomas Fraser-Holmes | Austrália      | 1:47.11 |       |

Legenda
| Recorde mundial       | Recorde mundial (World record)               |                       | Recorde africano                      | Recorde africano (African) |                                           | Q | Classificado por posição (Qualified) |
| Recorde do campeonato | Recorde do campeonato (Championship record)  | Recorde da América    | Recorde da América (Americas)         | q                          | Classificado por melhor tempo (Qualified) |   |                                      |
| Melhor marca do ano   | Melhor marca do ano (World leading)          | Recorde asiático      | Recorde asiático (Asian)              | DNS                        | Não largou (Did not start)                |   |                                      |
| Recorde nacional      | Recorde nacional (National record)           | Recorde europeu       | Recorde europeu (European)            | DNF                        | Não terminou (Did not finish)             |   |                                      |
| Recorde pessoal       | Recorde pessoal do atleta (Personal best)    | Recorde da Oceania    | Recorde da Oceania (Oceania)          | DSQ / DQ                   | Desclassificado (Disqualified)            |   |                                      |
| Recorde da temporada  | Recorde da temporada do atleta (Season best) | Recorde sul-americano | Recorde sul-americano (South America) | NM                         | Sem marca (No mark)                       |   |                                      |